# Schotland op de Gemenebestspelen

Vlag van Schotland

Schotland is een van de landen die deelneemt aan de Gemenebestspelen (of Commonwealth Games). Slechts zes landen nemen  vanaf de eerste keer (in 1930) deel aan deze spelen, waaronder Schotland. Drie van de inmiddels 22 georganiseerde Gemenebestspelen vonden plaats in Schotland.

## Schotland als gastland
| Jaar | Gaststad  |
| 1970 | Edinburgh |
| 1986 | Edinburgh |
| 2014 | Glasgow   |

## Medailles
| Schotland op de Gemenebestspelen | Schotland op de Gemenebestspelen | Schotland op de Gemenebestspelen | Schotland op de Gemenebestspelen | Schotland op de Gemenebestspelen | Schotland op de Gemenebestspelen |
| -------------------------------- | -------------------------------- | -------------------------------- | -------------------------------- | -------------------------------- | -------------------------------- |
| Jaar                             | Goud                             | Zilver                           | Brons                            | Totaal                           | Rang                             |
| 1930                             | 2                                | 3                                | 5                                | 10                               | 6                                |
| 1934                             | 5                                | 4                                | 17                               | 26                               | 5                                |
| 1938                             | -                                | 2                                | 3                                | 5                                | 8                                |
| 1950                             | 5                                | 3                                | 2                                | 10                               | 6                                |
| 1954                             | 6                                | 2                                | 5                                | 13                               | 6                                |
| 1958                             | 5                                | 5                                | 3                                | 13                               | 4                                |
| 1962                             | 4                                | 7                                | 3                                | 14                               | 6                                |
| 1966                             | 1                                | 4                                | 4                                | 9                                | 13                               |
| 1970                             | 6                                | 8                                | 11                               | 25                               | 4                                |
| 1974                             | 3                                | 5                                | 11                               | 19                               | 7                                |
| 1978                             | 3                                | 6                                | 5                                | 14                               | 7                                |
| 1982                             | 8                                | 6                                | 12                               | 26                               | 4                                |
| 1986                             | 3                                | 12                               | 18                               | 33                               | 6                                |
| 1990                             | 5                                | 7                                | 10                               | 22                               | 9                                |
| 1994                             | 6                                | 3                                | 11                               | 20                               | 7                                |
| 1998                             | 3                                | 2                                | 7                                | 12                               | 11                               |
| 2002                             | 6                                | 8                                | 16                               | 30                               | 10                               |
| 2006                             | 11                               | 7                                | 11                               | 29                               | 6                                |
| 2010                             | 9                                | 10                               | 7                                | 26                               | 10                               |
| 2014                             | 19                               | 15                               | 19                               | 53                               | 4                                |
| 2018                             | 9                                | 13                               | 22                               | 44                               | 8                                |
| 2022                             | 13                               | 11                               | 27                               | 51                               | 6                                |